# Lindenheuvel
Lindenheuvel (Limburgs: Lèntjheuvel) is een wijk in het noordwesten van Geleen (gemeente Sittard-Geleen) in de Nederlandse provincie Limburg. De wijk wordt in het zuiden en westen begrensd door industriecomplex Chemelot. Ten noorden van Lindenheuvel ligt de N294 en ten zuidoosten ligt station Geleen-Lutterade. In 2023 telde de wijk 7.615 inwoners.

## De wijk
Lindenheuvel heeft veel kleine huizen, die in de mijnbouwperiode gebouwd zijn als arbeiderswoningen. De wijk heeft een eigen markt, diverse winkels, een jaarlijkse kermis en een voetbalclub (RKFC Lindenheuvel-Heidebloem Combinatie).
Nabij de O.L. Vrouw van Altijddurende Bijstandkerk is een voorzieningencentrum en basisschool. Deze kerk is bijna zo oud als de wijk zelf en werd omstreeks 1925 als een houten noodkerkje in gebruik genomen, een voormalige legerkeet. In 1928 startte de bouw van de kerk onder architectuur van J.E. Schoenmaekers uit Sittard. Op Pinkstermaandag, 10 juni 1929 werd de kerk geconsacreerd door Mgr. Schrijen, bisschop van Roermond. In 1954 werd de Sint-Barbarakerk gebouwd, die ontworpen was van de architect Ad van Hezik. Voor de kerk kwam er het Sint-Barbarabeeld te staan. In 1994 werd het godshuis gesloopt en werd het beeld verplaatst naar de overkant. De wijk Lindenheuvel wordt ontsloten door haar ligging aan de autosnelweg A2. De wijk is bovendien bereikbaar via station Geleen-Lutterade.

## Groei van de wijk
Lindenheuvel is begin van de vorige eeuw als bedrijfsdorp gebouwd om de mijnwerkers van staatsmijn Maurits in Lutterade onderdak te bieden. In de jaren 50 en 60 kwamen hier gastarbeiders uit mediterrane landen te wonen, zoals Marokkanen, Turken en Grieken. Ook werden er ex-KNIL-militairen van Molukse afkomst met hun gezin geplaatst. Hierdoor heeft de wijk een multiculturele bevolkingsamenstelling gekregen.

## De wijk tegenwoordig
Sinds 1990 is de wijk uitgebreid. Zo is er de buurt Landgraaf bij gekomen waardoor het karakter van de wijk enigszins is veranderd.

## Fotogalerij

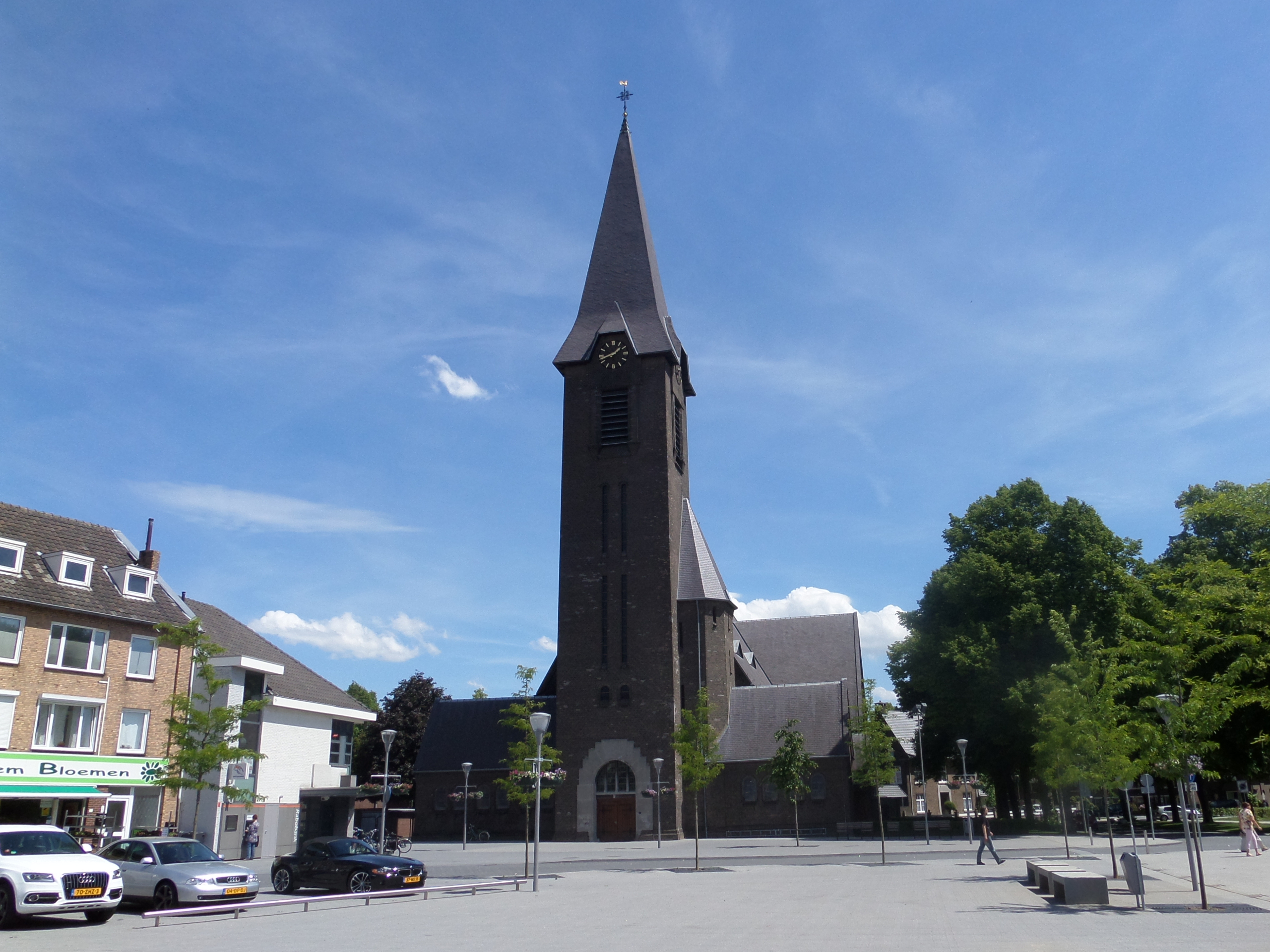
Parochiekerk O.L. Vrouw van Altijddurende Bijstand
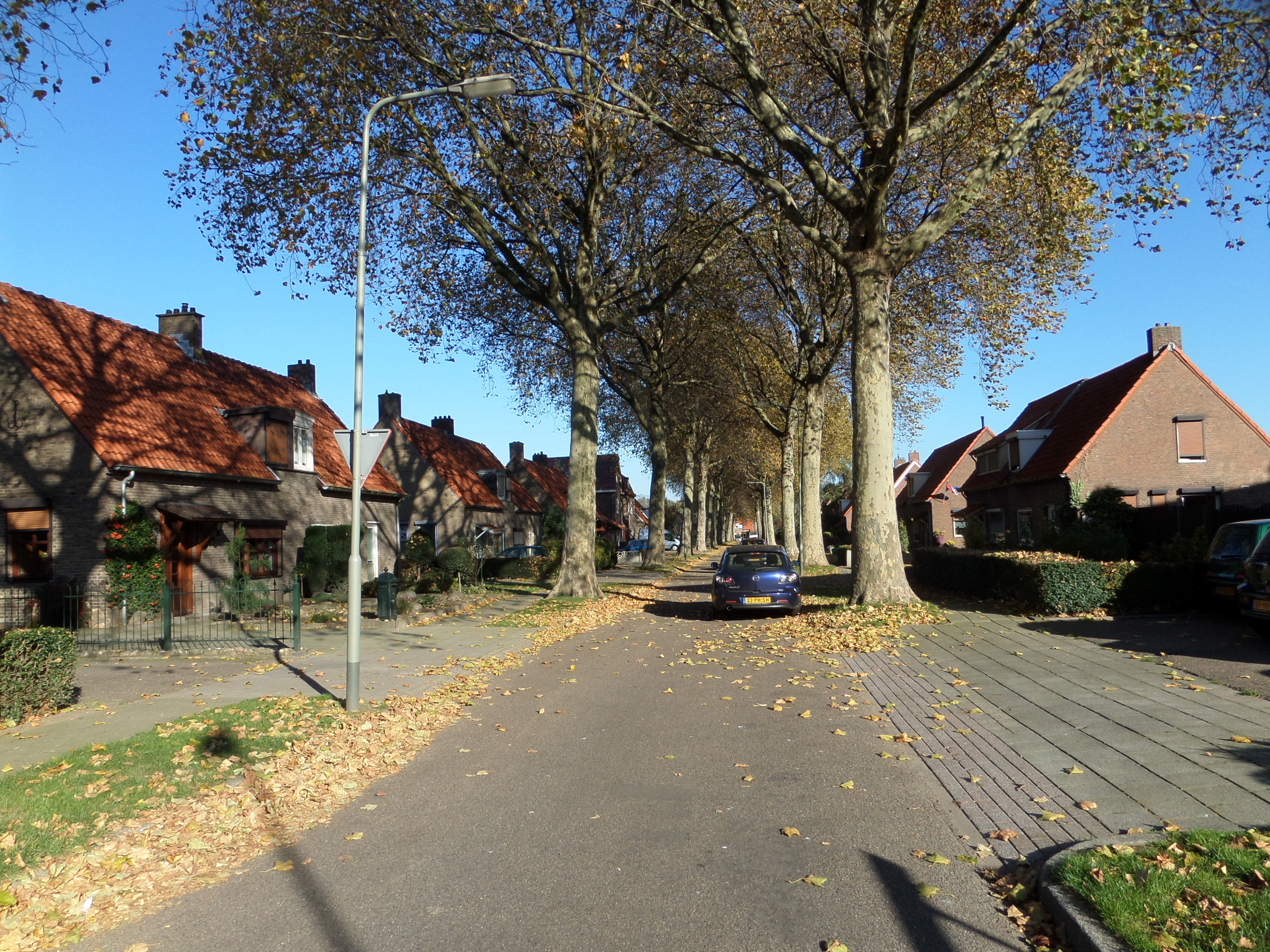
Oude arbeiderswoningen
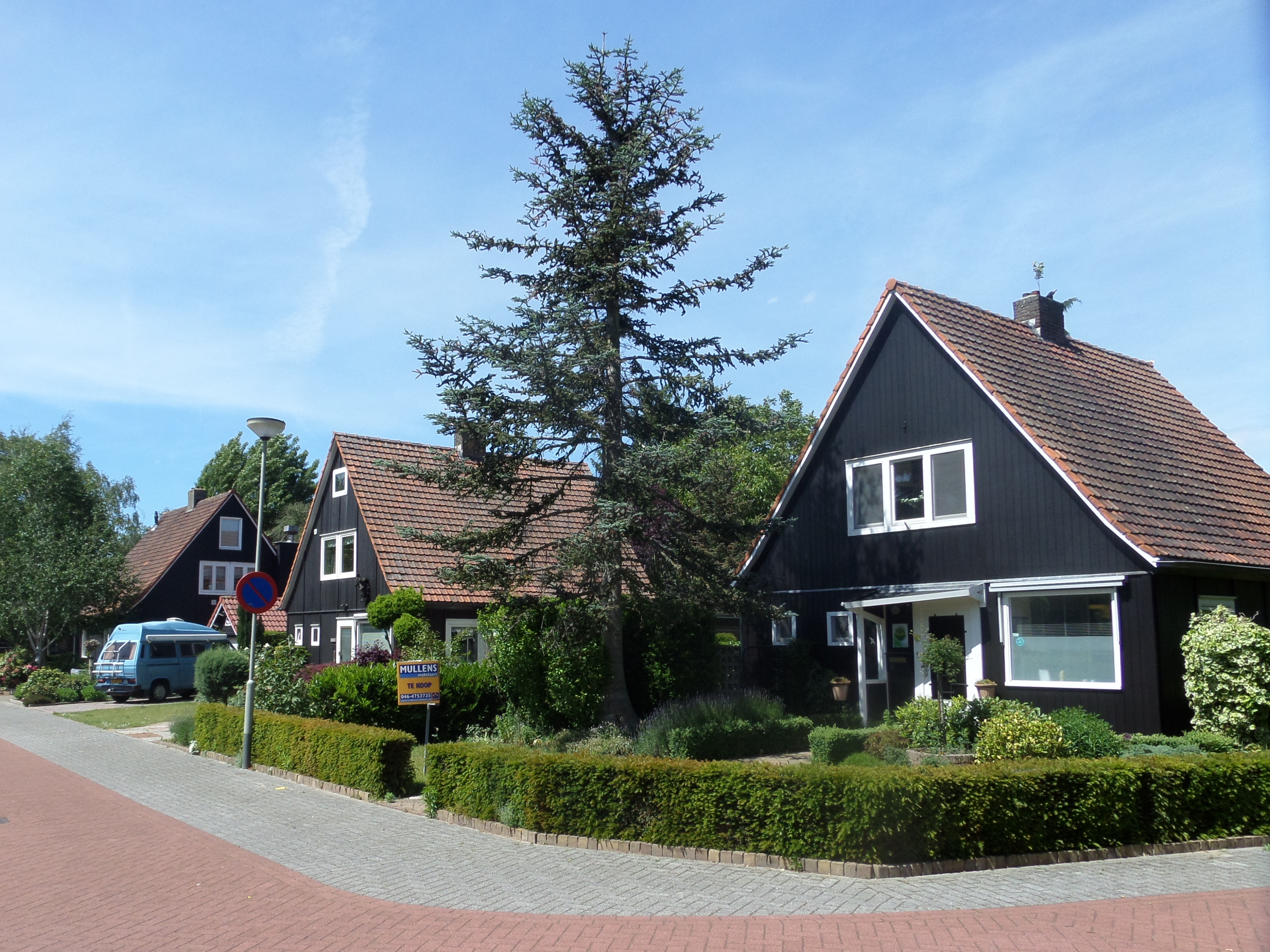
Oostenrijkse woningen

Steden: Geleen · Sittard

Dorpen: Born · Buchten · Einighausen · Grevenbicht · Guttecoven · Holtum · Limbricht · Munstergeleen · Obbicht · Papenhoven

Buurtschappen en gehuchten: Abshoven · Daniken · Graetheide · Harrecoven · Rosengarten · Schipperskerk · Windraak

Woonwijken: Baandert · Broeksittard · Geleen-Centrum · Geleen-Noord · Geleen-Zuid · Hondsbroek · Kemperkoul · Kluis · Kollenberg-Park Leyenbroek · Limbrichterveld · Lindenheuvel · Oud-Geleen · Overhoven · Sanderbout · Sittard-Centrum · Stadbroek · Vrangendael

Limburg: Steden en dorpen      Nederland: Provincies · Gemeenten